# Rosario – A múlt fogságában
A Rosario egy 2013-as amerikai-venezuelai telenovella. Főszereplői: Itahisa Machado, Guy Ecker és Lorena Rojas. A sorozat 2013. január 28-án került adásba az Univision és a Venevision csatornán. Magyarországon 2015. február 23-án tűzi műsorra az RTL II csatorna.

## Történet
|  | Alább a cselekmény részletei következnek! |

A történet főhősnője Rosario Perez joghallgató lány, akinek eltökélt szándéka, hogy a későbbiekben bevándorlási ügyekre szakosodjon. A történet főhőse pedig Alejandro Montalban , a szakmájában nagyra becsült bevándorlási jogász. Ők ketten egy jogi konferencián találkoznak egymással, s a levegő már akkor szikrázik közöttük. Nem sokkal később, miután a lány a férfi irodájában kezd el dolgozni, a kölcsönös vonzódásuk és közös érdekeik igaz szerelemmé alakulnak át. Azt azonban nem is sejtik, hogy a múlt micsoda meglepetéseket tartogat a számukra. 21 évvel ezelőtt Alejandro valójában Rosario édesanyját készült feleségül venni, de az esküvő füstbe ment. Az esküvő napján Magdalena elájult, s kiderült róla, hogy terhes Marcos Mirandatól, aki Alejandro legnagyobb ellensége volt. Manuel Magdalena apja azt hazudta Alejandronak, hogy Marcos megerőszakolta a lányát, míg az igazság az, hogy Marcos volt mindig is Magdalenanak az élete szerelme. Alejandro azonban az eljegyzést felbontotta azzal a meggyőződéssel, hogy soha nem lenne képes felnevelni annak a férfinak a gyermekét a sajátjaként. Miután Rosario megszületett Magdalena úgy döntött, eltitkolja a lánya elől a származását és azt mondta neki, hogy az apja magára hagyta őket. A sors fintora azonban az, hogy Alejandronak azzal a lánnyal lesz románca, akit nem tudott volna korábban szeretni, s a múlt titkai kegyetlenül közéjük ékelődnek, s ehhez jönnek még Alejandro korábbi barátnőjének – Priscillának  – az ármánykodásai, aki nem hajlandó lemondani a férfiról, és mindenáron távol akarja tudni a barátját Rosariotól. Rosario és Alejandro gondjai a múltból fakadnak, és a kulcs a boldogságukhoz is ott van elrejtve – az egyetlen reményük az, hogy megtalálják, mielőtt túl késő lenne.
|  | Itt a vége a cselekmény részletezésének! |

## Szereplők

### Főszereplők
| Színész(nő)       | Szerepnév                       | Megjegyzés                                                                | Magyar hang       |
| ----------------- | ------------------------------- | ------------------------------------------------------------------------- | ----------------- |
| Itahisa Machado   | Rosario Miranda Pérez           | Alejandro asszisztense, Magdalena és Marcos lánya                         | Sipos Eszter Anna |
| Guy Ecker         | Alejandro Montalbán             | Ügyvéd, Regina fia, Barbi édesapja                                        | Forgács Péter     |
| Lorena Rojas      | Priscila Pavón                  | Regina keresztlánya, Alejandro (ex)menyasszonya, Jéronimo szeretője       | Törtei Tünde      |
| Aarón Díaz        | Esteban Martínez                | Ügyvéd, Teresa férje, Sandra szeretője, Esteban jr. édesapja              | Varga Gábor       |
| Zully Montero     | Regina Montalbán                | Alejandro édesanyja, Priscila keresztanyja                                | Halász Aranka     |
| Frances Ondiviela | Teresa de Martínez              | Esteban felesége                                                          | Németh Kriszta    |
| Natalia Ramírez   | Magdalena Pérez                 | Varrónő, Manuel lánya, Bernardo testvére, Rosario édesanyja               | Farkasinszky Edit |
| Anna Silvetti     | Caridad Chávez                  | Nacho édesanyja                                                           | Zsurzs Kati       |
| Rodrigo Vidal     | Bernardo Pérez                  | Pap, Manuel fia, Magdalena testvére                                       | Szokol Péter      |
| Tina Romero       | Griselda                        | Házvezetőnő a Montalbán-házban                                            | Rátonyi Hajni     |
| Ezequiel Montalt  | Dr. Daniel Carvajal             | Orvos, Rosario segítője és rajongója                                      | Király Adrián     |
| Franklin Virgüez  | Vicente Garza                   | Nacho és Felipe főnöke, Cecilia édesapja                                  |                   |
| Gledys Ibarra     | Antonia                         | Zulema édesanyja                                                          | Kiss Anikó        |
| Zuleyka Rivera    | Sandra Díaz                     | Esteban asszisztense és szeretője, Esteban jr. édesanyja                  | Erdős Borcsa      |
| Alberto Salaberry | Jéronimo Guerra                 | Priscila szeretője                                                        | Pálmai Szabolcs   |
| Liliana Morillo   | Ofelia Elsa                     | Alejandro asszisztense                                                    | Kocsis Mariann    |
| Greidys Gil       | Silvia Villalobos               | Renato lánya, Esteban szeretője                                           |                   |
| Adrián Di Monte   | Ignacio 'Nacho' Gómez Chávez    | Autószerelő, Caridad és Guillermo fia, Elenita féltestvére, Barbi barátja | Baráth István     |
| Sandra Itzel      | Bárbara 'Barbi' Montalbán Silva | Modell, Alejandro lánya, Nacho barátnője                                  | Tamási Nikolett   |
| Scarlet Gruber    | Cecilia Garza                   | Ápolónő, Vicente lánya, Rosario barátnője                                 | Csuha Bori        |
| Juan Jiménez      | Felipe                          | Autószerelő, Nacho barátja                                                | Szvetlov Balázs   |
| Fabiola Barinas   | Zulema Torres                   | Antonia lánya, Barbi barátnője                                            | Czető Zsanett     |
| Cristina Mason    | Merci                           | Priscila asszisztense                                                     | Szabó Zselyke     |
| Sergio Reynoso    | Manuel Pérez                    | Magdalena édesapja                                                        | Forgács Gábor     |
| Leonardo Daniel   | Marcos Miranda                  | Rosario édesapja                                                          | Rosta Sándor      |
| Carlos Garin      | Guillermo Gómez                 | Nacho és Elenita édesapja                                                 |                   |
| Beatriz Monroy    | Matilde                         |                                                                           |                   |
| Laura Alemán      | Cristina                        | Recepciós Alejandro ügyvédi irodájában                                    | Andrádi Zsanett   |
| Lupita Jones      | Fabiana Silva                   | Barbi édesanyja                                                           | Orosz Anna        |
| Lilimar Hernández | Elena 'Elenita' Gómez           | Guillermo lánya, Nacho féltestvére                                        | Hermann Lilla     |
| Samuel Sadovnik   | Esteban Jr. Martínez Díaz       | Esteban és Sandra fia                                                     |                   |

### Vendég- és mellékszereplők
| Színész(nő)             | Szerepnév            | Megjegyzés                                       | Magyar hang      |
| ----------------------- | -------------------- | ------------------------------------------------ | ---------------- |
| Ana Gabriela Barboza    | Juana                | Caridad barátnője                                |                  |
| Ana Quintero            | Petra                |                                                  |                  |
| Ana Sobero              | Ana                  | Armando felesége, Rosario és Magdalena barátnője | Kerekes Andrea   |
| Ariel Texido            | Freddy               | menedzser, Barbi barátja                         | Baradlay Viktor  |
| Eslover Sanchez-Baquero | David                |                                                  |                  |
| Frank Guzmán            | Sandoval             | Rendőr                                           |                  |
| Isabel Moreno           |                      |                                                  |                  |
| Jorge Luis Portales     | Matias               | Renato jobbkeze                                  |                  |
| Lis Coleandro           | Jacinta              |                                                  |                  |
| Nadia Escobar           | Carmencita           |                                                  |                  |
| Nataniel Roman          | Manny                |                                                  |                  |
| Osvaldo Strongoli       | Giorgano             | Ex FBI-ügynök                                    |                  |
| Ramón Morell            | Dr. Cristóbal Lozada | Orvos                                            |                  |
| Raúl Durán              | Armando              | Ana férje                                        | Galbenisz Tomasz |
| Reinaldo Cruz           | Renato Villalobos    | Silvia édesapja                                  |                  |
| Rocío Martínez          | Augustina            | Cseléd a Montalbán-házban                        |                  |
| Sahyly Esponda          | Mariana              |                                                  |                  |
| Shanik Huges            | Cynthia              | Modell, Barbi riválisa                           |                  |

## Fordítás
- Ez a szócikk részben vagy egészben  a   Rosario (telenovela) című spanyol Wikipédia-szócikk fordításán alapul.  Az eredeti cikk szerkesztőit annak laptörténete sorolja fel. Ez a jelzés csupán a megfogalmazás eredetét és a szerzői jogokat jelzi, nem szolgál a cikkben szereplő információk forrásmegjelöléseként.